# Mirko Križman
Mirko Križman, slovenski jezikoslovec, germanist, filolog, pesnik in prevajalec, * 26. februar 1932, Zgornja Ponikva, † 8. julij 2014, Maribor. 
Na Filozofski fakulteti v Ljubljani je diplomiral iz nemškega jezika in književnosti ter slovenskega jezika in književnosti. Izpopolnjeval se je v Bremnu, Leipzigu in na Dunaju. Študij tretje stopnje je opravil na Filozofski fakulteti v Zagrebu, doktoriral pa je na Filozofski fakulteti v Ljubljani z disertacijo Besedni zaklad in sintaksa v gramatični podobi in s stilistično funkcijo v pesniškem opusu Christine Lavant. 
Prof. dr. Mirko Križman je bil od leta 1968 zaposlen na Filozofski fakulteti v Mariboru, od leta 1984 pa kot redni profesor za nemški jezik, stilistiko in fonetiko knjižne nemščine.
Univerza v Mariboru mu je za izredne uspehe, zasluge in dosežke podelila naziv Zaslužni profesor.